# Ефект зворотного вогню
Ефект зворотного вогню (англ. backfire – зворотний вогонь, діє за принципом бумерангу) – це соціально-психологічний феномен, суть якого полягає в тому, що людина заперечує нові для неї факти, і це підсилює її початкову точку зору. Особливо це стосується політичних поглядів. Дослідження показують, що ефект непоширений і виникає дуже рідко.
Уперше термін "ефект зворотного вогню" вжили політологи Брендан Найхан (* 1978) та Джейс Рейфлер. У 2012 році вони досліджували цей феномен і з'ясували, що люди, які дотримуються певної політичної ідеології, після зіткнення з фактами та аргументами, які суперечать їхній думці, ще більше переконуються у своїй правоті.

## Форми вираження
У літературі зазвичай виділяють два різновиди ефекту зворотного вогню: ефект зворотного світогляду і ефект зворотної обізнаності.
Спільним для обох форм є те, що люди ще більше вірять у неправду, коли стикаються з реальними фактами, які доводять протилежне. Це може виникати на основі різних психологічних механізмів.
Ефект зворотного світогляду описує вже наявний світогляд. Він виникає тоді, коли переконання людини стикаються з фактами, які їм суперечать. Ефект зворотної обізнаності діє коли хтось дізнається інформацію, яка розвінчує певний міт. У цьому випадку якщо через деякий час людина згадує тільки сам міт (тобто початкові дані), а не інформацію, що його спростовує, то ми маємо справу з цим ефектом.

## Дискусії та критика
Ефект зворотного вогню не змогли довести в кількох різних дослідницьких проєктах. З цього зробили такі висновки:
- Ефект складно довести емпірично у великих групах.
- Ефект значною мірою залежить від об’єкта, ситуації чи людини.
- Ефекту просто немає.

Підсумовуючи дослідження вересня 2020 року, можна дійти висновку, що "ефект зворотного вогню не отримав надійного емпіричного підтвердження. Щоб надалі розвивати цю тему, потрібно використовувати ефективне конструювання та встановлювати міцні зв'язки між експериментальним проєктуванням та теорією".